# Sätuna gravkor

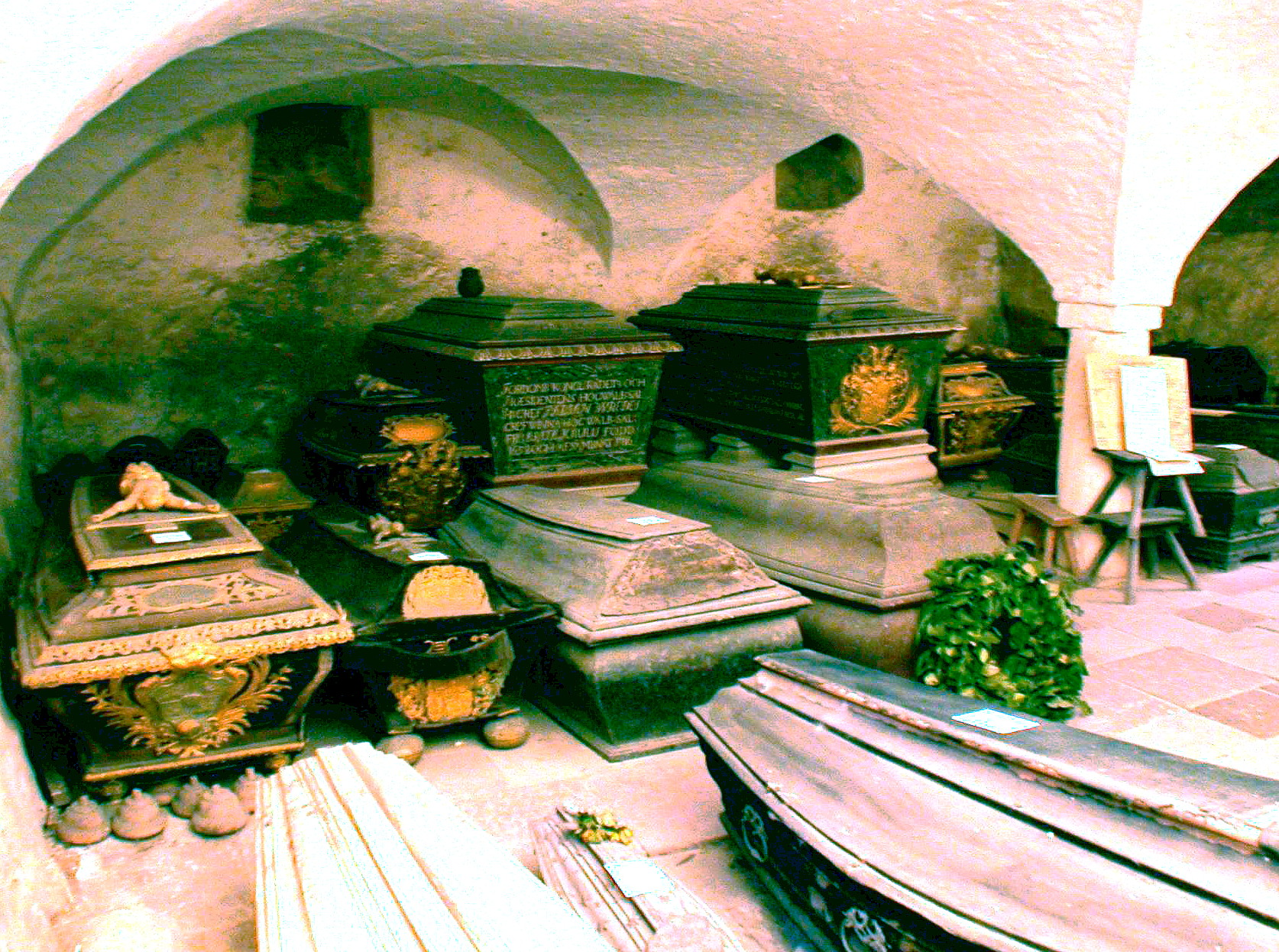
Gravkoret från norr.

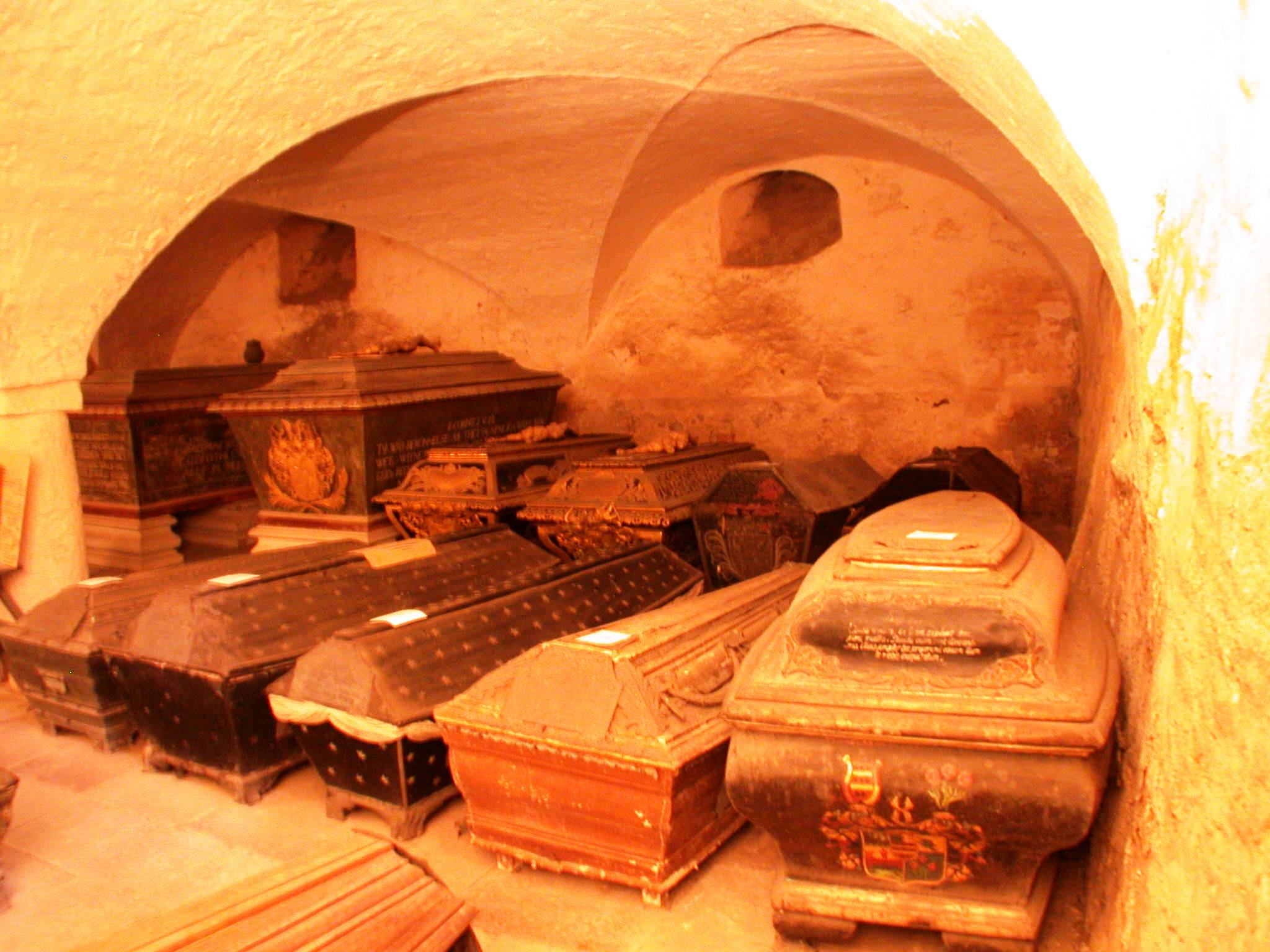
Gravkoret från söder.

Sätuna gravkor, även kallat Sätunakoret eller Wredeska gravkoret, är ett gravkor i Björklinge kyrka i Uppland.
Ägaren till socknens största egendom, Sätuna säteri, var socknens patronus. Patronatsrätt var ett gammalt rättsinstitut som vid 1600-talets mitt bland annat innebar rätt att tillsätta kyrkoherde. Denna rätt är förklaringen till att bland andra Agneta Horn hade så mycket att bestämma i frågor gällande kyrkan. Sätuna säteri ägdes av Lars Kruus och Agneta Horn.
Lars Kruus stupade i krig utanför Warszawa den 20 april 1656 och Agneta Horn återvände till Sverige med hans lik hösten 1656. Den 7 december 1656 begravdes Lars Kruus i Stockholms Storkyrka. Hans lik blev endast för en kortare tid nedsatt i hans föräldrars grav i Storkyrkan. Hans kista fördes sedan till Björklinge för att gravsättas i det gravkor som Agneta Horn låtit iordningställa till makens minne. 
År 1657 gav Agneta Horn murarmästaren Andreas Fischer i uppdrag att göra en större utbyggnad av Björklinge kyrka, vari ingick att utföra ett gravvalv för Sätunasläkten. Hela utbyggnaden med gravvalvet stod klart 1664. Gravkoret kom att fyllas med släktingar till Lars Cruus och Agneta Horn. Förutom Lars Kruus och Agneta Horn själv vilar där barnen Gustaf Kruus, Brita Kruus och hennes man Fabian Wrede samt Anna Kruus med make Claes Fleming. Efter Brita Kruus död i Västerhaninge i Stockholms län hölls begravningsgudstjänst i S:t Jakobs kyrka i Stockholm den 30 januari 1716, och den 23 mars i Sätuna gravkor gravsattes hon i Björklinge kyrka i en ekkista. Först 1721 kunde stensarkofag nummer 6 färdigställas och levereras från Stockholm till kyrkan. I en liten mässingsurna, som står ovanpå sarkofagen vilar hjärtat från hennes favorithund. Hennes make samt två av barnen Carl Casper Wrede och Lars Wrede vilar också i koret.
Inalles finns 28 sarkofager i Sätuna gravkor. I en av kistorna ligger en mor och två barn. Därför uppgår det totala antalet i koret begravda personer till trettio. När Gustaf Kruus änka Sidonia Juliana Lewenhaupt avled 1737 övergick Sätuna säteri genom köp till Otto Fleming, som var brorson till Claes Fleming.
Otto Fleming var gift med Catharina Charlotta Gyllengrip (1700–1784) och hade fyra barn. Två av barnen ligger begravda i Sätuna gravkor. De andra två ligger, på grund av sina äktenskap, i andra kyrkor. Otto Fleming själv med hustru vilar i en gravtumba av öländsk marmor uppe i själva kyrkans huvudkor. Det var parets döttrar, Ottiliana Charlotta Fleming, född 12 december 1743, död 8 augusti 1811 på Uddeboö herrgård i Estuna socken, och Anna Christina, som tillsammans med sina män, föranstaltade om gravtumban för föräldrarnas räkning. Efter moderns död år 1784 ärvde Ottiliana Charlotta och systern Anna Christina egendomen Sätuna säteri i Björklinge, och lät den förvaltas av frälseinspektorn Jöns Sahlman. Ottiliana Charlotta Flemings stoft förflyttades till gravkoret 1812. Hon var gift med generalen friherre Fabian Casimir Wrede av Elimä i dennes andra gifte. De fick fyra barn. Otto Wrede (1766–1804) dog ogift, och ligger också begravd i Sätuna gravkor, i sarkofag 17. Casper Wrede (1768–1835) ligger i sarkofag 23, och var den siste som begravdes i koret. Ottiliana Wrede (1778–1811) ligger i sarkofag 16 tillsammans med sina två barn, avlidna den 12 juni 1811. Yngste sonen Karl Henrik Wrede föddes 1787 och avled 1858.
År 1814, sedan det sista av Otto Flemings barn avlidit (Anna Christina, död 1813, begravd i Bondeska gravkoret i Mörkö kyrka), tillskiftades Casper Wrede Sätuna säteri. Det avtalades att ägaren till Sätuna skulle ombesörja underhållet av gravkoret. År 1816 såldes Sätuna till brukspatron Bengt Magnus Björkman i Stockholm, som genast arrenderade ut egendomen till sin svärson Ernst Fredrik von Willebrand (1787–1837), varvid underhållsskyldigheten och nyttjanderätten övergick till denne i egenskap av arrendator. Strax därefter nedsattes två små barn till Willebrand och Bengt Magnus Björkmans dotter Ulrika von Willebrand (1789–1860) i koret. Sedan von Willebrand gått i konkurs 1821 skildes paret och år 1828 skedde, av olika anledningar, en revision av villkoren för Sätunakoret och äganderätten återgick till familjen Wrede.
Det framtida underhållet ordnades så att en Wrede tillhörig frälseränta av 1/4-dels mantal Forsby 1 i Björklinge socken överlämnades till socknen med villkor att avkastningen skulle användas till underhåll av kor och gravkammare. Gåvobrevet är intaget i sockenstämmoprotokollet av den 3 februari 1828. Av detta framgår att socknen åtog sig att för framtiden följa de stipulerade villkoren. Sätuna gravkor öppnas fortfarande vart tionde år. En öppning ägde rum under tiden 18 juni–16 juli 2006. Nästa öppning ägde rum sommaren 2016. Avkastningen av Forsbydonationen inflyter alltjämt och koret underhålles av Björklinge församling.

## Kistorna i Sätuna gravkor
Första raden (längst in):
1) Lars Kruus (1621–1656).  2) Agneta Horn (1629–1672).  3) Gustaf Kruus (1649–1692).  4) Carl Casper Wrede (1673–1701).  5) Fabian Wrede (1641–1712).  6) Brita Kruus (1652–1716).  7) Lars Wrede, (1678–1704) son till Fabian Wrede (släkten Wrede af Elimä) och Brita Kruus. 8) Ulrika Eleonora Fleming (1680–1683).  9) Carl Fleming (1684–1685).   10-11-12) BARN utan angivna namn. 
Andra raden:
13) Otto Fleming (1738–1756).  14) Fabian Casimir Wrede (1724–1795).  15) Ottiliana Charlotta Fleming (1743–1811).  16) Ottiliana Wrede (1766-1811) med två barn, Carl Leuhusen samt Ottiliana Charlotta Leuhusen, båda avlidna den 12 juni 1811.  17) Otto Wrede (1766–1804).  18) BARN Wrede.  19) Hugo Johan Hamilton af Hageby (1668–1748).  20) Anna Fleming (1682–1737).  21) Klas Fleming (1649–1685).  22) Anna Kruus (1654–1692).
Tredje raden:
23) Casper Wrede  (1768–1835).  24) Gustaf Filip Creutz (17311785).  25) Sidonia Juliana Lewenhaupt (1659–1737).  26) Ebba Wendela Ulrika von Willebrand (1815–1817).  27) Karl Fredrik Otto von Willebrand (1817–1818).  28) Karl Johan Natt och Dag (1727–1799).